# دودج تشارجر
دودج تشارجر (بالإنجليزية: Dodge Charger)‏، هو طراز سيارة تم تسويقه من قبل شركة دودج بأشكال مختلفة عبر ثمانية أجيال منذ عام 1966. كان أول طراز من تشارجر عبارة عن سيارة عرض تم تقديمها في عام 1964. أما طراز تشارجر 2 التجريبي لعام 1965 فكان يشبه النسخة الإنتاجية لعام 1966. استخدم اسم تشارجر في الولايات المتحدة للسيارات متوسطة الحجم، والكوبيه الفاخرة الشخصية، والهاتشباك الصغيرة، والسيدان كبيرة الحجم.
كان طراز تشارجر لعام 1966 خطوة من دودج نحو تقديم سيارة "رياضية صغيرة الحجم" فاخرة وكبيرة الحجم. في عام 1965، طرحت شركة "أمريكان موتورز كوربوريشن" (AMC) سيارة مشابهة تُعرف باسم "رامبلر مارلين"، والتي صنفت كسيارة شخصية، وهو قطاع سوقي جديد آنذاك.
شهدت السيارات المتخصصة الأكبر حجمًا طلبًا متزايدًا بسرعة. وبرزت ميركوري كأحد المنافسين الناجحين في هذا المجال مع إطلاق سيارة كوغار الفاخرة، التي تُعد نسخة أكثر اتساعًا وتطورًا من فورد موستانج، السيارة التي أطلقت مفهوم "البوني كار" في عام 1964. كما أن جنرال موتورز كانت تقدم مجموعة من الطرازات المتخصصة تحت مختلف علاماتها التجارية.
تميز الجيل الأول من تشارجر بتصميم داخلي فاخر ومزايا مريحة، مع تصميم خارجي من نوع "فاست باك" صلب. تم توجيه هذا الطراز ليُنافس سيارات مثل أولدزموبيل تورونادو وفورد ثاندربيرد، بدلاً من تقديمه كسيارة عضلات.